# Birling
Birling es una parroquia civil y un pueblo del distrito de Tonbridge and Malling, en el condado de Kent (Inglaterra).

## Geografía
Según la Oficina Nacional de Estadística británica, Birling tiene una superficie de 6,8 km².

## Demografía
Según el censo de 2001, Birling tenía 430 habitantes (52,09% varones, 47,91% mujeres) y una densidad de población de 63,24 hab/km². El 19,77% eran menores de 16 años, el 75,58% tenían entre 16 y 74 y el 4,65% eran mayores de 74. La media de edad era de 39,17 años. Del total de habitantes con 16 o más años, el 21,45% estaban solteros, el 66,38% casados y el 12,17% divorciados o viudos.
El 97,45% de los habitantes eran originarios del Reino Unido. El resto de países europeos englobaban al 0,7% de la población, mientras que el 1,86% había nacido en cualquier otro lugar. Según su grupo étnico, el 98,61% eran blancos, el 0,69% asiáticos y el 0,69% chinos. El cristianismo era profesado por el 74,88%, el budismo por el 0,7% y el judaísmo por el 0,7%. El 14,19% no eran religiosos y el 9,53% no marcaron ninguna opción en el censo.
223 habitantes eran económicamente activos, 219 de ellos (98,21%) empleados y 4 (1,79%) desempleados. Había 168 hogares con residentes y 3 vacíos.